# Табелано (Мантова)
Табелано је насеље у Италији у округу Мантова, региону Ломбардија.
Према процени из 2011. у насељу је живело 697 становника. Насеље се налази на надморској висини од 18 м.